# 557 a.C.

## Eventos
- Conquista de Éfeso pelo Império Aquemênida.

## Nascimentos
- Simónides de Ceos, poeta grego.
- Ouyang Jun (欧阳询), calígrafo chinês, m. 641 a.C.

## Mortes
Tales de Mileto